# Isoieta

Representação de isoietas. Cada faixa abrange regiões que tiveram igual pluviosidade.

Isoietas são linhas curvas que representam pontos de igual pluviosidade. São utilizadas em representações cartográficas meteorológicas.

Assim como em um mapa topográfico as curvas de nível representam regiões de mesma cota (altura em relação a um referencial, que geralmente é o nível médio do mar), as isoietas são curvas que delimitam regiões de mesma pluviosidade (quantidade de chuva, em mm, que cai em determinada região e período).